# ハプログループC-B477 (Y染色体)
ハプログループC-B477 (Y染色体)（ハプログループC-B477 Yせんしょくたい、英: Haplogroup C-B477 (Y-DNA)）、系統名称ハプログループC1b2とは分子人類学において人類の父系を示すY染色体ハプログループ（型集団）の分類で、ハプログループCの下位群C1bのうち「B477」を分岐指標とするグループである。オーストラリアのアボリジニ、ニューギニア先住民、メラネシア人、ポリネシア人で高頻度にみられる。

## 下位系統
- C1b2（C-B477）
  - C1b2a（C-M38）　パプアニューギニア先住民、オセアニア地域に見られる。
  - C1b2b（C-M347）　オーストラリア先住民に見られる[3]。

## 頻度

### C-M38
- Lani 100%,[4]
- Dani 92%,[4]
- クック諸島 78%[5]-82%,[4]
- サモア 62%[5]-72%,[6]
- タヒチ 64%,[6]
- スンバ島 57%,[6]
- マオリ人 43%,[7]
- トンガ 34%,[5][6]
- フツナ島 30%,[5]
- Maewo 23%,[6]
- モルッカ諸島 15%[4]-28%,[6]
- フィジー 22%,[5]
- アスマット族 20%,[4]
- ニューギニア沿岸部 14%[6]-23%,[4]
- フローレス島 17%,[6]
- ツバル 17%,[5]
- Tolai 12.5%[4]-21%,[5]
- 小スンダ列島 16%,[4]
- アドミラルティ諸島 16%,[5]
- 西スラウェシ州 12.5%[6]

### C-M347
- オーストラリア先住民　60.2%[8]-68.7%[9]

## 移動経路

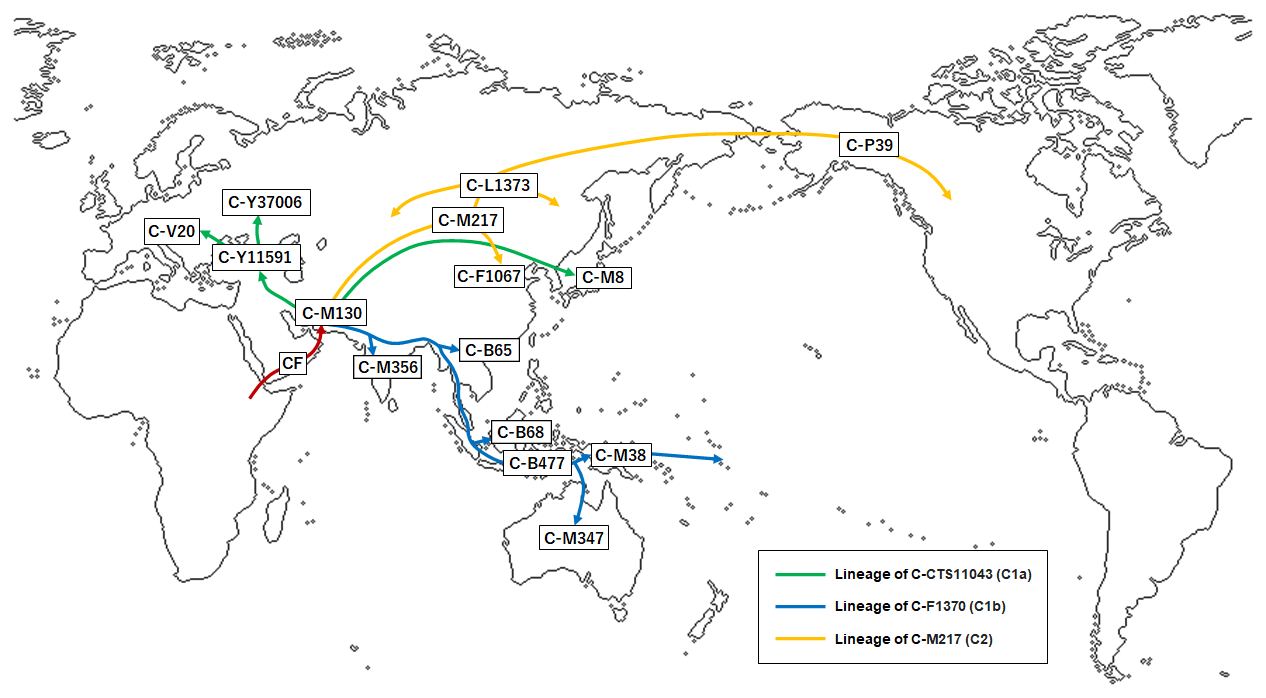
ハプログループCの拡散経路

ハプログループC-B477は出アフリカ後にインドを経てサフル大陸にやってきた「南ルート系」オーストラロイドの集団である。C-M38は49,600 [42,000–61,000] 年前にニューギニア島周辺で誕生したと考えられる。C-M347もおそらく同じ頃に、オーストラリアで誕生したものと考えられる。